# Mühlenberge
Mühlenberge é um município da Alemanha, situado no distrito de Havelland, no estado de Brandemburgo. Tem 39,48 km² de área, e sua população em 2019 foi estimada em 723 habitantes.